# Aphelodoris antillensis
Aphelodoris antillensis là một loài sên biển mang trần thuộc nhánh Doridacea, là động vật thân mềm chân bụng không vỏ sống ở biển trong họ Discodorididae.
Chiều dài kỷ lục là 29 mm.
Chiều sâu ít nhất mà nó sinh sống là 0,6 m 0.6 m. Còn chiều sâu tối đa là 12 m.